# Моррус

Моррус на карте штата.

Моррус (порт. Morros) — муниципалитет в Бразилии, входит в штат Мараньян. Составная часть мезорегиона Север штата Мараньян. Входит в экономико-статистический микрорегион Розариу. Население составляет  17 783 человека на 2010 год. Занимает площадь 1715,170 км². Плотность населения — 10,37 чел./км². Праздник города — 28 апреля.

## Демография
Согласно сведениям, собранным в ходе переписи 2010 г. Национальным институтом географии и статистики (IBGE), население муниципалитета составляет:
| Полное население                               | Полное население                               | Полное население                               | Полное население                               | 17 783 |
| ---------------------------------------------- | ---------------------------------------------- | ---------------------------------------------- | ---------------------------------------------- | ------ |
| в том числе:                                   | Городское население                            | 6720                                           | Процент городского населения, %                | 37,79  |
|                                                | Сельское население                             | 11 063                                         | Процент сельского населения, %                 | 62,21  |
|                                                | Мужское население                              | 9152                                           | Процент мужского населения, %                  | 51,46  |
|                                                | Женское население                              | 8631                                           | Процент женского населения, %                  | 48,54  |
| Плотность населения, чел/км²                   | Плотность населения, чел/км²                   | Плотность населения, чел/км²                   | Плотность населения, чел/км²                   | 10,37  |
| Население муниципалитета в % к населению штата | Население муниципалитета в % к населению штата | Население муниципалитета в % к населению штата | Население муниципалитета в % к населению штата | 0,27   |

По данным оценки 2016 года, население муниципалитета составляет 18 938 жителей.

## Статистика
- Валовой внутренний продукт на 2003 год составляет 13 605 450,00 реалов (данные: Бразильский институт географии и статистики).
- Валовой внутренний продукт на душу населения на 2003 год составляет 890,29 реалов (данные: Бразильский институт географии и статистики).
- Индекс развития человеческого потенциала на 2000 год составляет 0,561 (данные: Программа развития ООН).